# إيرل بيلشر
إيرل بيلشر (بالإنجليزية: Earl Belcher)‏ هو عازف جاز وعازف بيانو أمريكي، ولد في 15 ديسمبر 1958 في كوينز في الولايات المتحدة.